# Cova de Cas Frares
La cova de Cas Frares és una cova artificial prehistòrica situada al lloc anomenat Tanca de Sa Coveta, a la possessió de Cas Frares, al municipi de Llucmajor, Mallorca. És una cova subterrània excavada en terreny pla. Actualment no s'hi pot entrar degut a l'acumulació de pedres damunt la seva entrada. Al voltant s'ha trobat ceràmica prehistòrica.